# 夏格日·昂旺图旦坚措
夏格日·昂旺图旦坚措（？—）民族及籍贯不详，第四世夏格日活佛。

## 生平
1992年12月5日，中华人民共和国国务院副总理田纪云一行到塔尔寺视察。塔尔寺的阿嘉活佛、西纳活佛、杨嘉活佛、夏格日活佛向田纪云副总理献哈达，阿嘉活佛汇报了塔尔寺以寺养寺、文物保护方面的工作，青海省副省长蔡竹林就塔尔寺自办养寺企业进行了说明。
1994年时，夏格日活佛正在担任青海省政协委员、湟中县佛教协会副会长、塔尔寺管委会办公室主任。
2006年，塔尔寺夏格日活佛介绍，塔尔寺制作酥油花的艺僧不足40人，而过去塔尔寺能够制作酥油花的艺僧多达100多人。他和41岁的艺僧华藏坚赞共同表达了对这一现状的担忧。
2008年春节前夕，塔尔寺的夏格日活佛、孟嘉活佛及塔尔寺民管会前热副主任一行来到青海省消防总队机关为消防官兵拜年。
2012年4月28日-5月3日，第四届晚报汽车展览会在青海国际会展中心举行。展会期间，陕汽微车青海恒亚汽车贸易有限公司特邀塔尔寺夏格日活佛亲临车展现场，为陕汽微车用户祈福。